# Anna Klimakowa
Anna Aleksandrowna Klimakowa, ros. Анна Александровна Климакова (ur. 22 lipca 1986 w Zariecznym) – rosyjska siatkarka, grająca na pozycji atakującej. Wychowanka klubu Urałoczka Jekaterynburg, trenowała u słynnego trenera Nikołaja Karpola. Reprezentantka rosyjskiej żeńskiej młodzieżowej drużyny reprezentacyjnej (2002–2005), brała udział w turniejach reprezentacji narodowej Rosji, w World Grand Prix (2004), Volley Masters Montreux (2006).
Pod nazwiskiem Klimakowa występuje, po zamążpójściu, od sezonu 2007/2008. Poznała męża za pośrednictwem strongmana Elbrusa Nigmatullina.
W sezonie 2010/2011 została najlepszą punktującą PlusLigi Kobiet po rundzie zasadniczej.

## Sukcesy klubowe
Mistrzostwo Rosji:
- 2004, 2005

Puchar Izraela:
- 2007

Mistrzostwo Izraela:
- 2007

## Sukcesy reprezentacyjne
Mistrzostwa Europy Juniorek:
- 2004